# Massenbilanz (Thermodynamik)

Die Massenbilanz für dieses exemplarische System lautet

Die Massenbilanz ist eine Bilanzgleichung der Thermodynamik und betrachtet die über die Systemgrenze ein- und austretenden Massenströme.

## Allgemeine Gleichung der Massenbilanz
In einem geschlossenen System ist die Betrachtung der Masse trivial: Da keine Masse über die Systemgrenze gelangen kann, bleibt die Masse im System stets konstant. In einem offenen System hingegen kann Masse mit der Umgebung ausgetauscht werden. Diese Massenströme mit der Umgebung werden von der Massenbilanz erfasst. Für die Massenbilanz eines Reinstoffs gilt
{\displaystyle {\frac {dm(\tau )}{d\tau }}={\dot {m}}_{ein}(\tau )-{\dot {m}}_{aus}(\tau )}
Dabei ist:
{\textstyle m} die Gesamtmasse innerhalb der Systemgrenze
{\displaystyle {\dot {m}}_{ein}} der über die Systemgrenze eintretende Massenstrom
{\displaystyle {\dot {m}}_{aus}} der über die Systemgrenze austretende Massenstrom
{\displaystyle \tau } die Zeit.
Gibt es mehrere ein- oder austretende Massenströme, wird die Massenbilanz verallgemeinert und die Summe der Massenströme betrachtet.
{\displaystyle {\frac {dm(\tau )}{d\tau }}=\sum {\dot {m}}_{i}(\tau )}
Durch die in der Regel verwendete Vorzeichenkonvention werden eintretende Massenströme positiv, austretende Massenströme negativ gezählt.
Im Rahmen der Relativitätstheorie ist die Masse eines Systems nicht exakt gleich der Summe der Massen seiner Bestandteile. Die Massenbilanz der Thermodynamik betrachtet derartige Effekte nicht.

## Massenbilanz für einen stationären Prozess

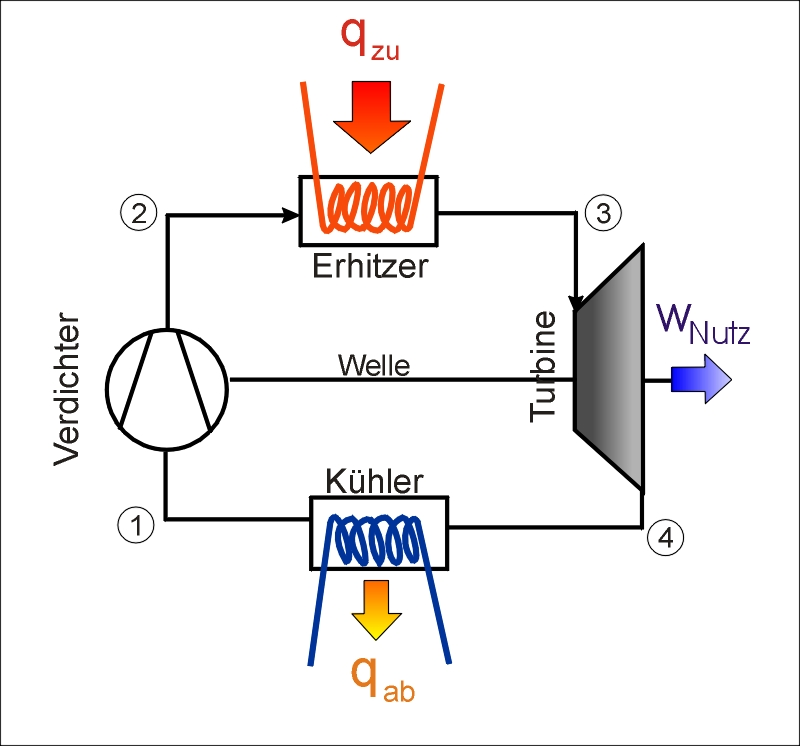
Im Joule-Kreisprozess sind die Massenbilanzen von Verdichter, Erhitzer, Turbine und Kühler zeitunabhängig

Liegt ein stationärer Prozess, beispielsweise ein Kreisprozess vor, ist die Änderung der Gesamtmasse gleich Null. Die Massenströme sind nicht mehr zeitabhängig, es gilt
{\displaystyle {\dot {m}}_{ein}={\dot {m}}_{aus}}
oder für mehrere Massenströme
{\displaystyle \sum {\dot {m}}_{i}=0}.

## Massenbilanz bei Gemischen
Bei einem Gemisch gilt, sofern keine Reaktion stattfindet, die Erhaltung der Massen der einzelnen Komponenten. Soll die Gesamtmasse dieses Gemischs bilanziert werden, stellt man für jede Komponente eine eigene Massenbilanz auf.

## Massenbilanz bei Reaktionen
Findet eine chemische Reaktion statt, so gilt die Erhaltung der Massen der einzelnen Komponenten nicht mehr. Die Masse der Edukte ist jedoch gleich der Masse der Produkte. Die Massenbilanz bilanziert nun keine Massenströme, sondern die Gesamtmassen der Komponenten. Für die Massenbilanz werden die stöchiometrischen Koeffizienten mit den Molmassen der einzelnen Stoffe multipliziert. So gilt für die Reaktion
{\displaystyle \mathrm {\nu _{A}\ A+\nu _{B}\ B\longrightarrow \nu _{C}\ C+\nu _{D}\ D} }
die Massenbilanz
{\displaystyle \mathrm {m_{A}\ A+m_{B}\ B=m_{C}\ C+m_{D}\ D} }
Man erhält diese Massenbilanz durch
{\displaystyle \mathrm {\nu _{A}M_{A}\cdot \ A+\nu _{B}M_{B}\cdot \ B=\nu _{C}M_{C}\cdot \ C+\nu _{D}M_{D}\cdot \ D} }
Dabei ist
{\displaystyle \nu _{i}} der jeweilige stöchiometrische Koeffizient
{\displaystyle m_{i}} die Masse des jeweiligen Stoffes
{\displaystyle M_{i}} die Molmasse des jeweiligen Stoffes.